# Samuel Prakel
Samuel Prakel (29 de octubre de 1994) es un deportista estadounidense que compite en atletismo, especialista en las carreras de mediofondo. Ganó una medalla de bronce en el Campeonato Mundial de Atletismo en Ruta de 2023, en la milla.

## Palmarés internacional
| Campeonato Mundial en Ruta | Campeonato Mundial en Ruta | Campeonato Mundial en Ruta | Campeonato Mundial en Ruta |
| Año                        | Lugar                      | Medalla                    | Prueba                     |
| -------------------------- | -------------------------- | -------------------------- | -------------------------- |
| 2023                       | Riga (Letonia)             | Medalla de bronce          | Milla                      |